# 전갈자리 제타2
전갈자리 제타2는 전갈자리 방향으로 지구로부터 약 151 광년 떨어져 있는 K형 거성이다.
제타2의 겉보기 등급은 3.59에서 3.65까지 변화한다. 밤하늘에서는 청백색 초거성 전갈자리 제타1 옆에 있는 것처럼 보이나 둘은 서로 관계가 없는 독립 천체이다. 천문학적 용어로 말하자면 제타2는 제타1에 비해 지구로부터 훨씬 가깝고 단지 우리의 시선 방향과 나란히 놓여 있는 것일 뿐이다. 제타1은 지구에서 약 5,700 광년 떨어져 있으며 산개 성단 NGC 6231(북쪽 하늘의 보석 상자)의 일원이나, 제타2는 지구로부터 151 광년 떨어져 있어 상대적으로 가까우며, 눈에는 제타1보다 밝게 보이나 실제 광도는 훨씬 낮다. 장시간 노출 사진을 찍으면 제타2는 오렌지색으로 빛나므로 제타1과 구별된다.